# Piano Wahlen

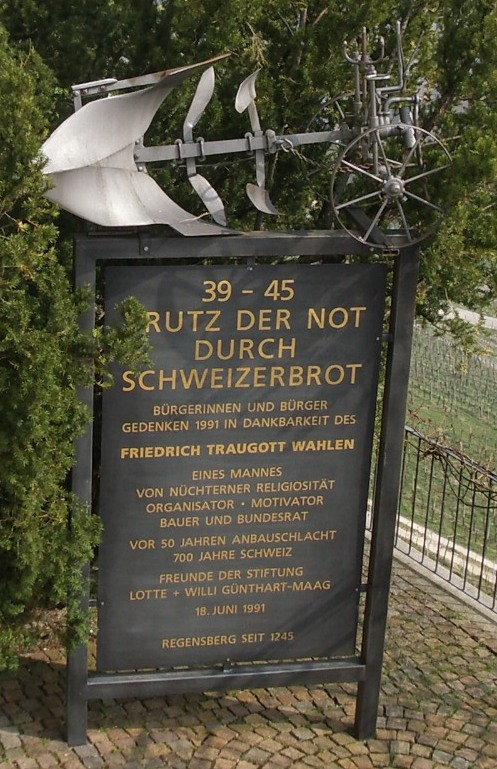
Monumento a Regensberg in memoria del Piano Wahlen

Il Piano Wahlen fu un programma di autosufficienza alimentare concepito nel 1940 dalla Svizzera per affrontare le penurie alimentari e di materie prime provocate dal conflitto mondiale

## Contesto
Prima della guerra, la metà delle derrate alimentari consumate in Svizzera, era di importazione. In ragione dei rischi di embarghi e della situazione geopolitica della confederazione Friedrich Traugott Wahlen, agronomo e politico svizzero, mise a punto a partire dal 1935 un piano mirante a rendere il settore agricolo svizzero indipendente. Il piano fu bene accolto dalla popolazione elvetica, confrontata a un futuro incerto, mentre l'élite politica ed economica, inizialmente restia, finì per aderirvi. Il consenso aveva motivazioni diverse. La sinistra vide il piano come una vittoria della pianificazione economica e un utile strumento per scongiurare il pericolo della disoccupazione. Gli ambienti contadini lo interpretarono come un ritorno alla terra, mentre la destra ne fece il simbolo del rinnovamento. Le cerchie imprenditoriali legate all'esportazione lo considerarono unicamente come una misura di emergenza dettata dall'Economia di guerra. Per una nuova generazione di esperti agronomi (di cui facevano tra l'altro parte, oltre a Wahlen, anche Ernst Feisst e Oskar Howald), il piano rappresentava invece l'inizio della nuova politica agricola, una strategia a lungo termine per risanare e modernizzare l'agricoltura, il cui orizzonte temporale andava ben oltre gli anni di guerra. 

## Attuazione
il 15 novembre 1940, il piano di Wahlen si concretizza mentre egli era capo della produzione agricola presso l'Ufficio federale di guerra. Esso contemplava una riduzione dell'allevamento di bestiame, un aumento della produzione agricola con la messa in produzione di terreni incolti, migliore gestione delle riserve e della forza lavoro. Le superfici coltivate dovevano idealmente passare da 180'000 ettari a 500'000. I terreni vennero esclusivamente riservati alla produzione di alimenti. Tutti i parchi e le zone verdi vennero convertiti in campi. Le imprese con più di 20 salariati dovevano coltivare 2 are per impiegato..

## Risultati
Tra il 1940 e il 1949, le superfici coltivate passarono da 183'000 a 352'000 ettari.. Grazie a questa politica la Svizzera non subì un razionamento della frutta e dei legumi, anche se la razione quotidiana passò da 3'200 a 2'200 calorie per persona.. La produzione di patate raddoppiò da 91'000 vagoni del 1940 a 182'000 del 1944. Nel 1943 più di 150'000 ettari di praterie incolte vennero arate e oltre 4'500 imprese misero a campo 8'000 ettari di terreno industriale..

## Impatto

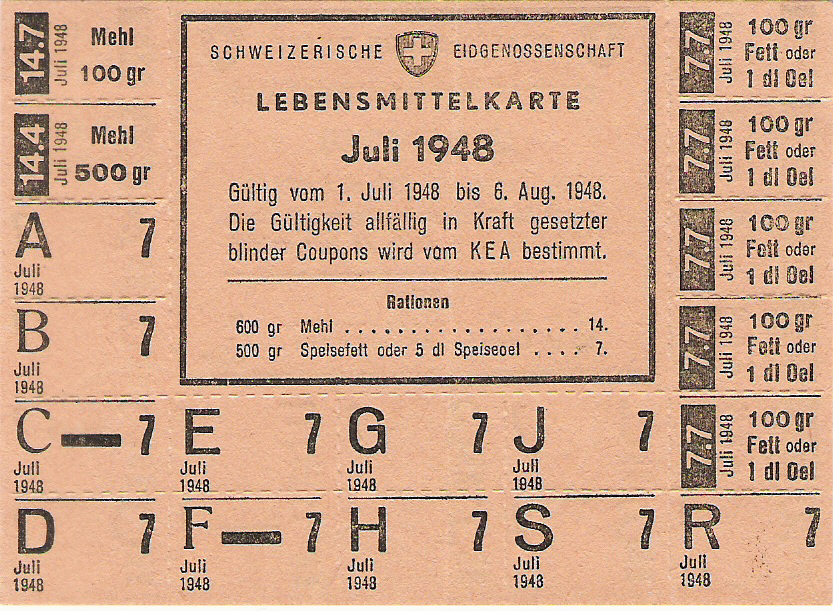
buoni di razionamento in vigore dal 9 ottobre 1940 al 24 giugno 1948

Il piano non fu un pieno successo, in quanto si poggiava su ipotesi che non si concretizzarono. Le importazioni di derrate continuarono, mentre la disoccupazione fu praticamente inesistente. Il piano iniziale fu rivisto con una riduzione delle superfici sfruttabili da 500'000 a 350'000 ettari. L'autosufficienza alimentare del paese non venne raggiunta e il massimo della produzione interna arrivò a coprire solo il 59% del fabbisogno. Altre fonti indicano un tasso che passò dal 52% di prima della guerra a un massimo del 73%..
Malgrado i suoi limiti, il Piano Wahlen rafforzò la determinazione del popolo svizzero a garantire la propria indipendenza e trasmise alla popolazione una percezione di riserve sufficienti. Questo interesse non ebbe gli stessi effetti nella classe politica, militare e industriale. Ogni settore rivendicava la propria importanza nella difesa nazionale con bisogni in manodopera spesso incompatibili. Critiche si levarono dal mondo agricolo, che vedeva le proprie terre ridursi in particolare per gli allevatori di bestiame.